# Hermann Reuchlin
Hermann Reuchlin, född 9 januari 1810 i Markgröningen, Württemberg, död 14 januari 1873 i Stuttgart, var en tysk präst och historiker. Han var ättling till en av Johann Reuchlins bröder.
Reuchlin var 1842-1857 kyrkoherde i Pfrondorf vid Tübingen. Han författade bland annat Geschichte Italiens von der Gründung der regierenden Dynastien bis zur Gegenwart (fyra band, 1858-1874; svensk översättning "Italiens historia från de regerande dynastiernas grundläggning till närvarande tid", tre delar, 1859-1862) och Lebensbilder zur neuern Geschichte Italiens (tre band, 1860-1862).